# کالوتایپ

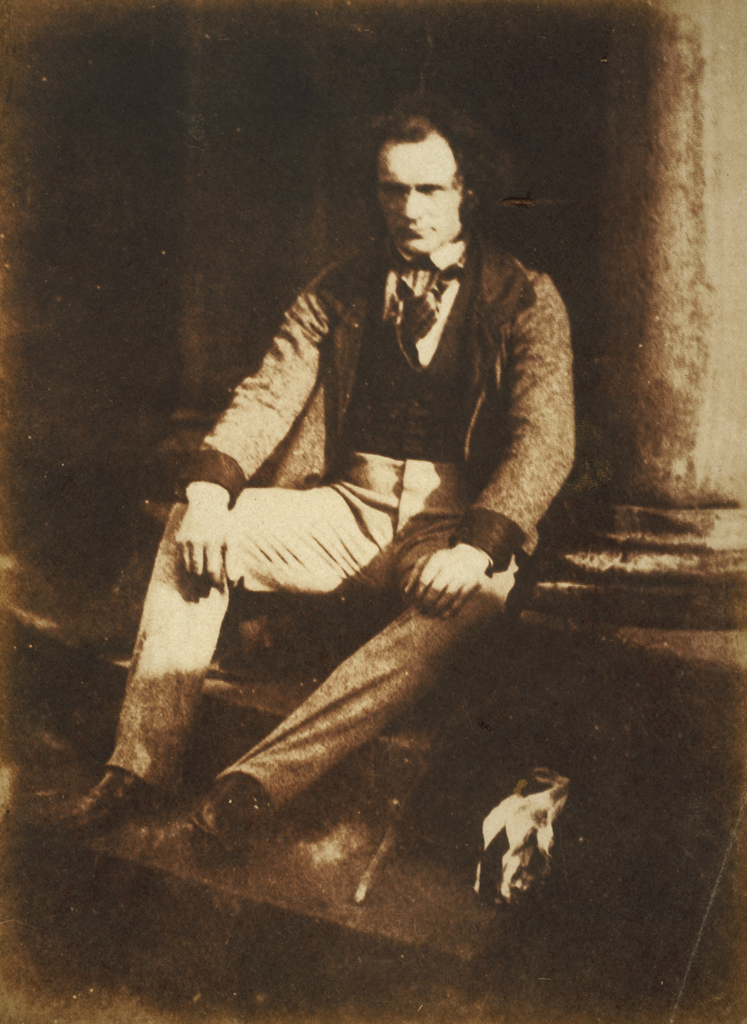
یک عکس که در سال ۱۸۴۴ با روش کالوتایپ عکسبرداری شده

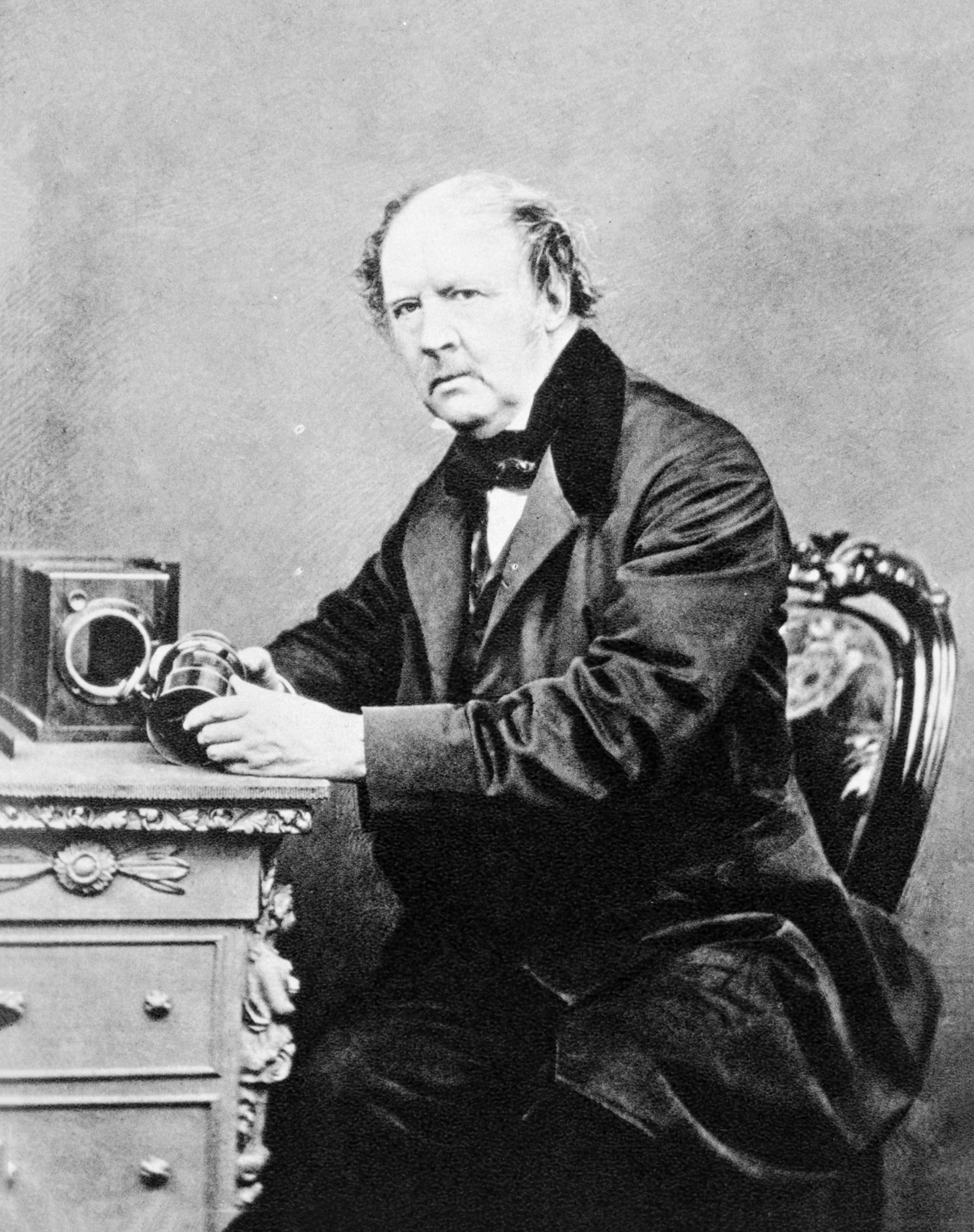
ویلیام هنری فاکس تالبوت، ۱۸۶۴

کالوتایپ (به انگلیسی: Calotype) روشی در عکاسی است که در سال ۱۸۳۵ میلادی توسط شیمی‌دان انگلیسی، هنری فاکس تالبوت اختراع شد. وی گزارشی از روند عکاسی خود که آن را «طراحی نوری» نامیده بود منتشر کرد و در سال ۱۸۴۰ با عنوان کالوتایپ معرفی کرد.
او در این روش، از کاغذ حساس‌شده به نیترات نقره با ترکیبی از سدیم کلرید و اسید گالیک استفاده کرد. کاغذ حساس‌شده به مدت دو دقیقه نوردهی می‌شد و محصول آن را که یک تصویر پنهان بود با استفاده از پتاسیم یدید و سدیم سولفات به صورت نگاتیو (منفی) ثبت می‌کرد. سپس با استفاده از آن می‌شد نسخه‌های فراوانی تهیه کرد.
تا پیش از آن، با استفاده از روش داگرئوتایپ تنها امکان عکاسی مثبت (تصویر پُزتیو) وجود داشت ولی در روش کالوتایپ امکان ظهور نگاتیو بر روی کاغذ حساس دیگری به وجود آمد.